# Andrzej Halicki
Andrzej Witold Halicki (ur. 26 listopada 1961 w Warszawie) – polski polityk, ekonomista, przedsiębiorca, poseł na Sejm V, VI, VII i VIII kadencji (2007–2019), minister administracji i cyfryzacji (2014–2015), poseł do Parlamentu Europejskiego IX i X kadencji (od 2019).

## Życiorys
Ukończył studia na Wydziale Handlu Wewnętrznego SGPiS w Warszawie, w zakresie ekonomiki transportu lotniczego. Działał w opozycji demokratycznej, m.in. pod koniec lat 80. był członkiem podziemnych, międzyuczelnianych oraz krajowych władz Niezależnego Zrzeszenia Studentów oraz liderem NZS w SGPiS.
W latach 1990–1992 pełnił funkcję rzecznika prasowego oraz członka władz krajowych (prezydium i zarządu krajowego) Kongresu Liberalno-Demokratycznego (m.in. za czasów premiera Jana Krzysztofa Bieleckiego) oraz rzecznika prasowego klubu parlamentarnego KLD (w Sejmie I kadencji, w latach 1991–1992). Kandydował bez powodzenia do Sejmu w wyborach w 1991.
W latach 1992–1993 oraz 1995–1996 pracował jako kierownik działu spraw publicznych, a następnie dyrektor w amerykańskiej agencji Burson-Marsteller. W 1993 był doradcą ministra przekształceń własnościowych Janusza Lewandowskiego, a w 1994 pełnił funkcję rzecznika Programu Powszechnej Prywatyzacji. Po połączeniu KLD z Unią Demokratyczną należał do Unii Wolności.
Od 1996 prowadził stworzoną przez siebie agencję GGK Public Relations, działającą w ramach międzynarodowej agencji Lowe GGK, należącej do sieci reklamowej IPG (InterPublic Group of Companies), był również przedstawicielem Polskiego Związku Firm Deweloperskich. W grudniu 2007 został posłem zawodowym.
W 2001 wstąpił do Platformy Obywatelskiej. W wyborach w 2005 bezskutecznie kandydował do Sejmu. 10 stycznia 2007 złożył ślubowanie poselskie, zostając posłem V kadencji z ramienia PO, zastępując w Sejmie Jacka Wojciechowicza. W wyborach parlamentarnych w 2007 po raz drugi uzyskał mandat poselski, otrzymując w okręgu warszawskim 3369 głosów. 24 czerwca 2009 został przewodniczącym Komisji Spraw Zagranicznych w miejsce Krzysztofa Liska. W październiku 2009 został rzecznikiem prasowym klubu parlamentarnego PO, funkcję tę pełnił przez rok. W maju 2010 został przewodniczącym regionu mazowieckiego Platformy Obywatelskiej; kierował nim do 2021. W wyborach w 2011 z powodzeniem ubiegał się o reelekcję w okręgu podwarszawskim, dostał 40 002 głosy. Przez kilka lat był przedstawicielem polskiego parlamentu w Zgromadzeniu Parlamentarnym Rady Europy.
22 września 2014 objął stanowisko ministra administracji i cyfryzacji w rządzie Ewy Kopacz. W wyborach w 2015 z powodzeniem ubiegał się o poselską reelekcję z okręgu stołecznego (dostał 13 859 głosów). 16 listopada 2015 zakończył pełnienie funkcji ministra. W Sejmie VIII kadencji został członkiem Komisji Cyfryzacji, Innowacyjności i Nowoczesnych Technologii oraz Komisji Spraw Zagranicznych.
W wyborach w 2019 z listy Koalicji Europejskiej uzyskał mandat posła do Parlamentu Europejskiego IX kadencji w okręgu mazowieckim. W 2024 z powodzeniem ubiegał się o reelekcję z ramienia Koalicji Obywatelskiej. W czerwcu 2024 wybrano go na wiceprzewodniczącego frakcji Europejskiej Partii Ludowej w PE X kadencji.

## Wyniki w wyborach ogólnopolskich
| Wybory | Komitet wyborczy   | Komitet wyborczy                | Organ                            | Okręg          | Wynik            |
| ------ | ------------------ | ------------------------------- | -------------------------------- | -------------- | ---------------- |
| 1991   |                    | Kongres Liberalno-Demokratyczny | Sejm I kadencji                  | nr 26          | 1913 (0,77%)     |
| 2005   |                    | Platforma Obywatelska           | Sejm V kadencji                  | nr 19          | 2309 (0,91%)     |
| 2007   | Sejm VI kadencji   | Platforma Obywatelska           | 3369 (0,54%)                     | nr 19          |                  |
| 2011   | Sejm VII kadencji  | Platforma Obywatelska           | nr 20                            | 40 002 (8,89%) |                  |
| 2015   | Sejm VIII kadencji | Platforma Obywatelska           | nr 19                            | 13 859 (1,27%) |                  |
| 2019   |                    | Koalicja Europejska             | Parlament Europejski IX kadencji | nr 4           | 87 422 (6,31%)   |
| 2024   |                    | Koalicja Obywatelska            | Parlament Europejski X kadencji  | nr 5           | 129 401 (18,01%) |

## Odznaczenia
W 2015 został odznaczony mołdawskim Orderem Honoru.

## Życie prywatne
Jest żonaty z dziennikarką Agnieszką Sową. Wspólnie z żoną zajął się hodowlą dogów niemieckich. Mają syna Armina.